# Вилијам Варли
Вилијам Варли (енгл. William Varley; Њујорк 6. новембар 1880 — октобар 1968) је бивши амерички веслач, освајач две медаље на Летњим олимпијским играма 1904. у Сент Луису.
Био је члан веслачког клуба Атланта из Њујорка. По занимању је био инжењер.
На играма 1904. Варли је учествовао у такмичењима дубул скулова где је освојио златну медаљу резултатом 10:03,2 и у двојцу без кормилара где је био други са непознатим резултатом. У обе трке веслао је у пару са Џоном Малкејхием.